# Петрашку, Георге
Георге Петрашку (рум. Gheorghe Petraşcu; 5 декабря 1872, Текуч — 1 мая 1949, Бухарест) — румынский живописец. Академик живописи (с 1948). Действительный член Румынской академии (1936).

## Биография
Родился в Молдавии. Брат дипломата, писателя и литературного критика Николае Петрашку.
В 1893—1898 обучался в Школе изящных искусств в Бухаресте, в 1898 — продолжил учёбу в Мюнхенской академии художеств и академии Жюлиана в Париже (1898‒1902).
В 1902 совершил ряд поездок по Европе (Лондон, Гаага, Амстердам, долина Рейна, Мюнхен, Вена, Венеция, Неаполь). Находился под большим впечатление от произведений Рембрандта, Рубенса, Тициана и Веласкеса.
С 1929 до выхода на пенсию в 1940 году был директором Государственной картинной галереи Румынии.
Первый академический художник, избранный членом Румынской академии.
В 1930-е годы, совместно с художниками Иосифом Исером и Штефаном Попеску создал группу «Искусство» (Arta).

## Творчество
Пейзажист. Произведения Г. Петрашку, выполненные в свободной постимпрессионистической манере, отличаются простотой изобразительных мотивов, драматической выразительностью пастозной фактуры и контрастных сочетаний приглушённо-коричневых, ультрамариновых и алых цветовых пятен.

## Избранные работы
- «Медная кастрюля» (Музей искусств Румынии),
- «Полевые цветы» (Музей искусств Румынии),
- «Пейзаж в Киоджии» (1934, Музей им. Замбакчана),
- «Комната в Тырговиште» (1937, частное собрание в Бухаресте)

Лауреат многих премий на протяжении всей своей жизни. Участник художественных выставок, в том числе персональных. Работы мастера экспонировались на Международной выставке в Париже и Венецианской биеннале.

## Награды
- 1932 — орден Почётного легиона
- 1937 — «Гран — при» Всемирная выставка в Париже

## Галерея

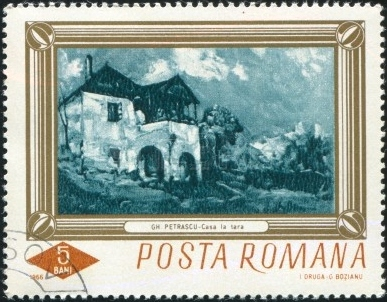
Country house
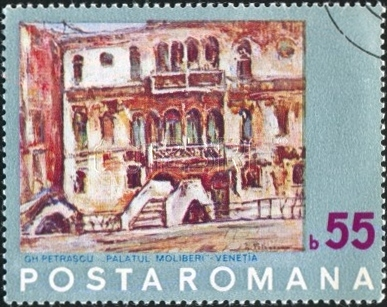
Molibieri Palace, Venice
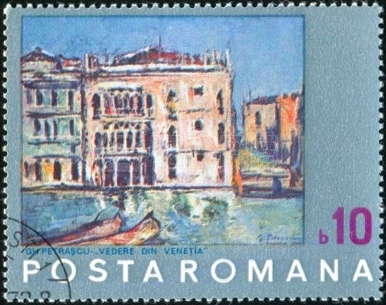
Painting of Venice